# Trialeurodes vaporariorum
Ruồi trắng nhà kính, tên khoa học Trialeurodes vaporariorum, là loài côn trùng sinh sống ở khu vực ôn đới. Nó là một tác nhân chính gây bệnh ở cây ăn qua, rau và các loại cây cảnh, thường xuyên được tìm thấy trong nhà kính và bảo vệ môi trường khác làm vườn. Con trưởng thành có chiều dài 1–2 mm chiều dài với cơ thể hơi vàng.